# Ivan Kovalëv
Ivan Aleksandrovič Kovalëv (in russo Иван Александрович Ковалёв?; Oblast' di Sverdlovsk, 26 luglio 1986) è un ex pistard e ciclista su strada russo, campione del mondo 2014 dello scratch su pista.

## Palmarès

### Pista
- 2005

Campionati europei, Inseguimento a squadre Under-23 (con Aleksandr Chatuncev, Sergej Kolesnikov e Valerij Valynin)
1ª prova Coppa del mondo 2005-2006, Scratch (Mosca)
- 2006

2ª prova Coppa del mondo 2006-2007, Scratch (Mosca)
- 2008

Campionati europei, Corsa a punti Under-23
Memorial Lesnikov, Americana (con Sergej Kolesnikov)
- 2009

1ª prova Coppa del mondo 2009-2010, Scratch (Manchester)
- 2011

Campionati russi, Omnium
Campionati russi, Inseguimento a squadre (con Evgenij Kovalëv, Aleksej Markov e Aleksandr Serov)
1ª prova Coppa del mondo 2011-2012, Inseguimento a squadre (Astana, con Evgenij Kovalëv, Aleksej Markov e Aleksandr Serov)
- 2012

3ª prova Coppa del mondo 2011-2012, Inseguimento a squadre (Pechino, con Evgenij Kovalëv, Aleksej Markov e Aleksandr Serov)
- 2014

Campionati del mondo, Scratch
Memorial Lesnikov, Scratch
Memorial Lesnikov, Americana (con Evgenij Kovalëv)

### Strada
- 2009

4ª tappa Five Rings of Moscow
2ª tappa Vuelta Ciclista a Costa Rica
- 2010

Prologo Five Rings of Moscow
- 2013

Grand Prix of Moscow